# 토니 올랜도 앤 돈

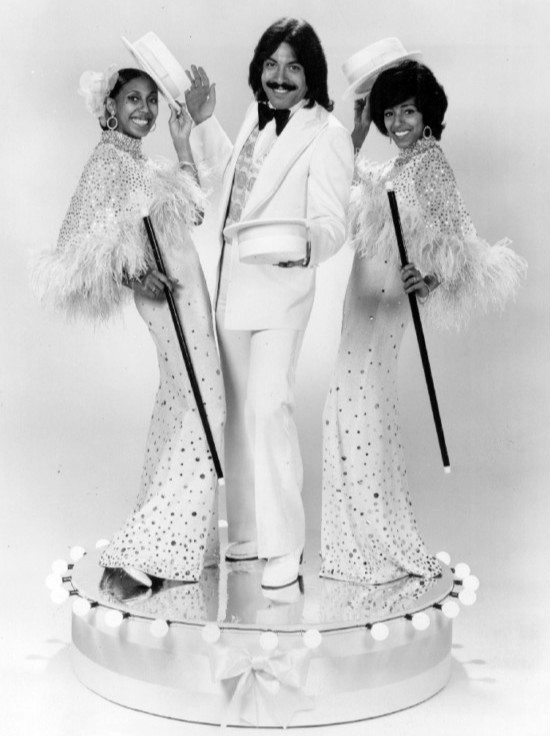
토니 올랜도 앤 돈

토니 올랜드 앤 돈(Tony Orlando and Dawn)은 가수 토니 올랜도와 백 보컬 그룹 던(텔마 홉킨스와 조이스 빈센트 윌슨)으로 구성된 1970년대 인기를 끌었던 미국의 대중 음악 그룹이다. 그들의 대표적인 히트곡은 "Candida", "Knock Three Times", "Tie a Yellow Ribbon Round the Ole Oak Tree", "Say, Have See My Sweet Gypsy Rose", 그리고 "He Don't Love You (Like I Love You)"를 포함한다.